# Cressidae
Cressidae är en familj av kräftdjur. Cressidae ingår i ordningen märlkräftor, klassen storkräftor, fylumet leddjur och riket djur. Enligt Catalogue of Life omfattar familjen Cressidae 3 arter. 
Kladogram enligt Catalogue of Life och Dyntaxa:
| Cressidae | \| \| Cressa \| \| \| \| \| \| Cressina \| \| \| \| |
|           | \| \| Cressa \| \| \| \| \| \| Cressina \| \| \| \| |
|           | Cressa                                              |
|           |                                                     |
|           | Cressina                                            |
|           |                                                     |